# Tom Moulton
Thomas ‚Tom' Jerome Moulton, kurz TJM (alias ‚Moto'; * 29. November 1940 in Schenectady, New York), ist ein US-amerikanischer Produzent und Remixer. Er gilt unter anderem als Begründer und Erfinder des Disco-Remix und des Maxi-Vinyl-Formats (12″).

## Biographisches
Seinen ersten Kontakt zur Arbeit mit Musik hatte Moulton im Jahre 1950, als er die Highschool abbrach, um in einem Plattenladen zu arbeiten.
Von 1959 bis 1961 hatte er einen 'Sales and Promotion Job' bei King Records und später bei den Labels RCA Records und United Artists Records inne. Ab 1961 begann er für die Agenturen ‚Bookings' und ‚Ford' als Model zu arbeiten.

## Entwicklung des Remix
Seine Tätigkeit als Model führte Moulton 1972 in das Fire Island Hotel in der Nähe von New York. In einem anliegenden Club stellte er fest, dass dort viele Weiße zu Black Music tanzten. Auch er war begeisterter Anhänger der ‚Black Music'. Außerdem fiel ihm schon seit längerer Zeit auf, dass „die Leute so gegen Ende einer Platte voll auf der Musik drauf waren und auf einmal [wieder runter waren], aus irgendeinem Grund.“ Der Grund war seiner Ansicht nach, dass die gespielten Stücke zu kurz waren, um eine länger anhaltende Reaktion zu bewirken. Auch dies bestätigte sich an diesem Abend ein weiteres Mal, als er sah, wie die Menschen nach einem 3-minütigen Lied die Tanzfläche verließen, da sie sich nicht sicher waren, ob sie schon zum neuen oder noch zum alten Lied tanzen sollten. Daraufhin produzierte er mit Rasierklinge und Sellotape innerhalb weniger Tage ein von ihm geschnittenes und bearbeitetes 45-minütiges Tonband. Das Fire Island Hotel spielte sein Band nicht ab, es fand sich allerdings schnell eine andere Gelegenheit: das ‚Sandpiper', ein konkurrierender Club.
Auch Andere waren später maßgeblich daran beteiligt, den Remix (weiter) zu entwickeln. Walter Gibbons veröffentlichte 1976 seine erste musikalische Bearbeitung, Ten Percent von Double Exposure, und trieb damit die Entwicklung des Remix maßgeblich voran. Andere Meilensteine in der Geschichte des Remix sind seine Bearbeitungen von Anthony White’s Block Party und Nice ’n' Naasty des Salsoul Orchestras.

### Erfolge
Aufgrund des großen Erfolgs beauftragte der Betreiber des Clubs ihn mit der Vorbereitung von jeweils einem 90-minütigen Tape für zwei weitere Events.
Moulton erlangte schnell Bekanntheit in der Szene. Er arbeitete an weiteren Songs und fragte bei verschiedenen Musiklabels an, ob er ihre Instrumentals benutzen dürfe, um sie in seine Songs einzubauen. Als er den Song ‚Dream World‘ von Don Downing bearbeitete, wurde Scepter Records auf ihn aufmerksam und bot ihm an, diese Arbeit in einem ihrer Studios auszuführen. Aufgrund mangelhafter Unterstützung dort arbeitete er in seiner Wohnung an Gloria Gaynors Album Never Can Say Goodbye. Er bearbeitete die Lieder und verband sie zu einem 18-minütigen Mix, indem er verschiedene Effekte und einen neuen Mittelteil einbaute. Diese Methode, welche er selbst ‚Remix’ nannte, hatte er zum ersten Mal 1972 für das Legendary Zing! Album der Formation The Trammps aus Philadelphia genutzt. Nach dem Erfolg mit Gloria Gaynors Album folgten viele weitere Disco-Stücke, welche durch Moulton bearbeitet wurden, wie beispielsweise Do It (’Til You're Satisfied) von B. T. Express.

## Maxi-Single bzw. 12″-Single
Tom Moultons Arbeit brachte neben dem Remix noch eine weitere Neuerung, die 12’’-Single.
Sie entstand durch einen Zufall, als Moulton einen seiner Remixe, einen Al Downing Song, zum Mastering zu Media Sound brachte. Nach dem Mastering stand allerdings kein 7’’-Rohling mehr zur Verfügung und ein Mitarbeiter von Media Sound musste auf einen 10’’-Rohling zurückgreifen. Tom fand es befremdlich, dass die vorhandenen Rillen nur einen Bruchteil der Schallplatte nutzte, weshalb er darum bat, die Rillen zu verbreitern. Dies erreichte der Mitarbeiter, José Rodriguez, indem er die Dynamik der Signale erhöhte. Gleichzeitig ergab sich gegenüber der LP eine verbesserte Bass- und Höhenwiedergabe. Da Moulton von dieser Klangqualität beeindruckt war, verwendeten sie bei seinem nächsten Remix von So Much For Love by Moment of Truth einen 12’’-Rohling. So entstand die erste Maxi-Single, „welche mit einer Geschwindigkeit von 45 Umdrehungen pro Minute abgespielt wurde und bis zu 15 Minuten Platz für eine neue Stufe der Klangqualität bot.“ Darüber hinaus stellt die Maxi-Single Möglichkeiten bereit, die vor allem für den Disco-Remix von Bedeutung waren. Mit ihr war es den DJ's leichter möglich, Teile eines Songs langsamer bzw. schneller abzuspielen oder die Struktur eines Songs zu verändern.

## Auszeichnungen
2004 wurde er in die Dance Music Hall of Fame aufgenommen.

## Bekannteste Produktionen
- Love Is The Message von MFSB
- Do It (’Til You're Satisfied) von B. T. Express
- Do It Any Way You Wanna von People’s Choice
- More, More, More von Andrea True Connection
- Casanova Brown von Gloria Gaynor
- So Much For Love von Moment of Truth